# Пикан Плантејшон (Тексас)
Пикан Плантејшон (енгл. Pecan Plantation) насељено је место без административног статуса у америчкој савезној држави Тексас.

## Демографија
По попису из 2010. године број становника је 5.294, што је 1.75 (49,4%) становника више него 2000. године.
| Група             | 2000.         | 2010.         |
| Белци             | 3.406 (96,1%) | 5.046 (95,3%) |
| Афроамериканци    | 6 (0,2%)      | 9 (0,2%)      |
| Азијати           | 15 (0,4%)     | 31 (0,6%)     |
| Хиспаноамериканци | 86 (2,4%)     | 169 (3,2%)    |
| Укупно            | 3.544         | 5.294         |